# Garbarze
Garbarze – zasańska część miasta Jarosławia, w południowo-wschodniej Polsce, położona w województwie podkarpackim, w powiecie jarosławskim przy drodze wojewódzkiej nr 865. Garbarze wchodzą w skład dzielnicy I.
Garbarze graniczą z Szówskiem, Muniną i Sobiecinem, a ich skład wchodzą ulice: Garbarze, Boczna Garbarze, Sanowa (DW 865), Boczna Sanowa, Wspólna.
Garbarze należą do rzymskokatolickiej parafii św. Brata Alberta w Szówsku.
W 1580 roku z rozkazu właściciela miasta Jana Kostki, na Garbarze została przeniesiona drewniana cerkiew prawosławna pochodząca ze wzgórza św. Jana w Jarosławiu. Cerkiew ta istniała do 1630 roku, a w 1634 roku na jej miejscu zbudowano nową drewnianą cerkiew pw. Podwyższenia Krzyża Świętego. W 1830 roku w Garbarzach było 223 grekokatolików. Przed wybuchem I wojny światowej cerkiew została tymczasowo rozebrana w celu dokonania konserwacji, ale podczas wojny armia carska przeznaczyła drewno cerkiewne na opał.